# Sítios em Espanha candidatos a Património Mundial
Esta é uma lista de sítios de Espanha candidatos à classificação de Património Mundial pela Organização das Nações Unidas para a Educação, a Ciência e a Cultura (UNESCO), oficialmente designada como Lista Indicativa. Além dos sítios inscritos na lista definitiva do Património Mundial, os estados membros podem manter uma lista indicativa de sítios que eles considerem poder vir a ser nomeados. A classificação como Património Mundial só é aceite para sítios que já fizeram parte dessa lista preliminar. Em maio de 2012 constavam dessa lista 25 sítios em Espanha. Em junho de 2012, o sítio "Almadén na Rota do Mercúrio do Caminho Real Intercontinental" foi incluído na nova inscrição definitiva "Património do mercúrio. Almadén e Idrija", a qual inclui, além de Almadén, Idrija, na Eslovénia.

## Lista detalhada
Legenda das colunas:
- Nome e descrição — nome conforme consta na lista do Comité do Património Mundial, descrição resumida e localização
- Comunidade autónoma e coordenadas
- Dados da UNESCO — número de referência do sítio; ano de inscrição na lista de Património Mundial; critérios de selecção (i a vi são culturais e vii a x são naturais).

| Descrição e localização | Comunidade autónoma; coordenadas                                                                                             | Dados da UNESCO                   |
| --- | --- | --------------------------------- |
| Enclave Românico no Norte de Castela-Leão e Sul da Cantábria — A região montanhosa entre os rios Ebro e Pisuerga constitui um exemplo notável de ocupação milenar do território e de exploração dos recursos naturais da montanha, que chegou aos nossos dias num extraordinário estado de conservação. Além dos espaços naturais, destaca-se a existência de diversos monumentos românicos. | Cantábria, Castela e Leão 42° 51' N 4° 12' O                                                                                 | 1017; 1998; ii, iii, iv           |
| Fortificações Fronteiriças com Baluartes — Junto às fronteiras com França e Portugal existem diversas fortificações defensivas, a maior parte delas construídas entre o início do século XVII e o final do século XVIII, em resultado de conflitos, nomeadamente com Portugal após a Restauração de 1640. Caracterizam-se pelos elementos que respondiam às novas necessidades impostas pelo uso de artilharia e são exemplo excecionais de diferentes tipos concetuais de defesa: cidades fortificadas nos casos de Pamplona, Jaca, Cidade Rodrigo, "Força Vella" em Girona, Figueres; fortalezas militares no caso do Fuerte de la Concepción em Aldea del Obispo; sistemas de defesa medievais reutilizados e renovados nos casos do castelo da fronteira islâmica-cristã de Monfragüe e o de San Felices de los Gallegos.                                                                                              | Aragão, Castela e Leão, Catalunha, Navarra                                                                                   | 1021; 1998; ii, iii, iv           |
| Via da Prata — Rota comercial e de transumância com milhares de anos, que liga as costas atlânticas sul e norte seguindo paralelamente ao que é atualmente a fronteira luso-espanhola, a classificação proposta abrange o troço que atravessa a Estremadura e Castela e Leão. | Estremadura, Castela e Leão                                                                                                  | 1024; 1998; ii, iii, iv, v        |
| O Mosteiro de São Lourenço do Escorial e Evolvente Natural — O Mosteiro e Sítio do Escorial foram classificados como Património Mundial em 1984 segundo os critérios i, ii e vi. A nova classificação incluiria o espaço envolvente, nomeadamente o monte Abantos, na Serra de Guadarrama, segundo os critérios iii e iv. | Madrid 40° 35' 21" N 4° 8' 52" O                                                                                             | 1026; 1998; iii, iv               |
| Moinhos de vento mediterrânicos — O Campo de Cartagena estende-se no sul da província de Múrcia, entre as serras Carrascoy e Cartagena. Ocupa uma depressão tectónica que constitui uma planície com inclinação virada para o Mar Menor, uma grande laguna, cujos ventos são propícios à instalação de moinhos de vento. | Múrcia 37° 51' N 0° 59' O | 1030; 1998; ii, iii, iv, v        |
| A Arquitetura de Pedra Seca — O solo calcário pedregoso e árido e a escassez de chuva que caracterizam grande parte da Comunidade Valenciana não são naturalmente propícios à agricultura, o que levou alguns geógrafos a referirem-se poeticamente à "maldição da pedra calcária" ou à "tirania dos calcários". A agricultura só é possível graças ao trabalho árduo de retirar as pedras mais duras dos terrenos, as quais são empilhadas e aproveitadas para todo o tipo de construções em pedra seca (sem argamassa), desde muros de suporte e de limitação de terrenos até abrigos para gado e pastores, passando por armazéns e resrvatórios de água, fazendo dos camponeses da região autênticos agricultores-arquitetos. | Valência | 1038; 1998; iii, iv, v            |
| Conjunto Arqueológico Grego em Ampúrias, L'Escala, Girona — Ampúrias foi uma cidade fundada no século VI a.C. por colonos gregos na costa mediterrânica da Catalunha. | Catalunha 42° 8' 5" N 3° 7' 14" E                                                                                            | 1051; 2002; iii, iv               |
| Sítios de Icnitas de Dinossauro da Península Ibérica — Inclui locais onde se encontram icnitas (pegadas fossilizadas) de dinossauros em afloramentos rochosos no Sistema Ibérico, Costa da Cantábria, Astúrias e Pirenéus. | várias | 1059; 2002; vii, viii, ix         |
| Itinerário Cultural de Vinho e Vinha através de Cidades Mediterrânicas — O itinerário inclui diversas regiões vitivinícolas espanholas, algumas das quais são o principal símbolo das áreas onde se encontram, como é o caso da Rioja. Além dos locais, a classificação pretende também abarcar algumas das castas de uva tradicionais que caracterizam o vinho de cada região, e as técnicas de produção da vinhas e do vinho. | Aragão, Baleares, Castela e Leão, Castela-Mancha, Catalunha, Estremadura Galiza, Madrid, Múrcia, La Rioja, Navarra, Valência | 1060; 1998; ii, iii, iv, v        |
| Ribeira Sacra, Lugo e Ourense — Região de grande riqueza paisagística, cuja tradição vinícola era famosa no tempos dos romanos e perdura até à atualidade, é atravessada pelos rios Sil e Minho. A riqueza monumental deve-se sobretudo aos diversas igrejas e mosteiros medievais, nomeadamente os do Vale do Sil, dos quais se destacam os de San Esteban de Atan, Santa Cristina de Ribas de Sil, Santo Estevo de Chouzán e, o mais emblemático de todos, o de Santo Estêvão de Ribas de Sil. | Galiza 42° 23' N 7° 37' O | 1228; 1996; ii, iii, iv, v        |
| Itinerário Cultural de Francisco Xavier — O itinerário inclui os locais mais relevantes por onde passou São Francisco Xavier, nascido em Navarra no século XVI. Além do castelo de Xavier, onde nasceu santo, fazem parte do itinerário Paris, onde estudou e travou amizade com Inácio de Loyola, Goa, na Índia, onde pregou, cuidou de doentes e está sepultado, Malaca, na Malásia, onde pregou, Kagoshima, no Japão, onde traduziu a doutrina jesuíta para japonês, Yamaguchi, também no Japão, e Sanchoão, perto de Cantão, China, onde morreu. | Navarra (em Espanha) 42° 35' 30" N 1° 12' 30" O                                                                              | 1534; 2001; i, ii, vi             |
| A Faceta Mediterrânica dos Pirenéus (França-Espanha) — Paisagem cultural da região onde a cadeia pirenaica encontra o mar Mediterrâneo, que inclui a costa escarpada nos cabos de Creus (em Espanha) e Béar (em França). É uma zona rica em biodiversidade, tanto marinha como terrestre, com características excecionais, como as vinhas costeiras de Banyuls, com importantes vestígios históricos gregos, romanos, medievais e modernos, que está associada à obra de vários dos artista europeus mais promeninentes do século XX. | Catalunha (em Espanha), Languedoque-Rossilhão (em França) 42° 18' N 3° 8' E                                                  | 1986; 2004; ii, iv, v, vii, ix, x |
| Caminhos de Transumância da Mesta — A prática da transumância (deslocação sazonal de gado) tem forte tradição em Espanha e as suas principais rotas têm uma importância histórica e cultural que é comparável a outras rotas, como a Via da Prata e o Caminho de Santiago. A rede de caminhos de gado espanhola remonta à Antiguidade e, com mais de 125 000 km de extensão, é a mais extensa e mais bem preservada da Europa. A designação desses caminhos em Espanha varia conforme a sua largura: as cañadas são as mais largas, seguem-se os cordeles e por fim as veredas. As cañadas estão regulamentadas e são geridas desde 1273 pela Mesta (Honrado Concejo de la Mesta de Pastores). | Castela e Leão | 5128; 2007; v, vi                 |
| Caminhos Romanos. Itinerários do Império Romano — O objetivo desta candidatura é classificar inúmeros vestígios da rede de estradas e pontes romanas que existem em Espanha, especialmente nas regiões indicadas abaixo. | Andaluzia, Castela-Mancha, Catalunha, Valência                                                                               | 5130; 2007; i, ii, iv, v, vi      |
| Ancares – Somiedo — Região montanhosa da Cordilheira Cantábrica, partilhada entre as comunidades autónomas da Astúrias Castela e Leão e Galiza, com excecional valor ecológico e com um património etnográfico único, onde se destaca a cultura vaqueira (pecuária de bovinos), associada à prática de transumância conhecida como braña, a qual remonta ao século XI, teve o seu auge nos séculos XV e XVI e cujos moldes atuais foram definidos no século XVIII. | Astúrias, Castela e Leão, Galiza 42° 55' N 6° 50' O                                                                          | 5132; 2007; v, vii, ix, x         |
| Caminho do Norte ou Primitivo (extensão do Caminho de Santiago) — Os Caminhos de Santiago, rota de uma das mais importantes peregrinações cristãs desde a Idade Média compreende várias rotas históricas usadas séculos antes das primeiras peregrinações. A rota mais popular, que percorre o interior, foi classificada em 1993. Esta proposta de extensão abrange a rota ao longo da costa do Mar Cantábrico, por áreas onde a peregrinação é mais antiga, ao longo da qual também chegavam peregrinos por via marítima. | Astúrias, Cantábria, Galiza                                                                                                  | 5133; 2007; ii, iv, vi            |
| Cidade Histórica – Centro de Las Palmas da Grã Canária — Complexo urbano fundado em 1478, que inclui os bairros de Veguetta e Triana. Las Palmas foi a primeira cidade fundada por Espanha no Atlântico, poucos anos antes da descoberta da América por Cristóvão Colombo, que nela fez escala em três das suas quatro viagens. Foi um entreposto importante nas ligações entre a Europa e a América e foi de lá que foi levada a cana-de-açúcar para a Ilha de São Domingos, que se revelaria uma das principais fontes de riqueza das colónias das Antilhas. | Canárias 28° 6' N 15° 25' O                                                                                                  | 5134; 2007; ii, iv                |
| Castelo de Loarre — Apresentado como o melhor castelo de Aragão, foi construído no século XI e no século seguinte foi rodeado duma muralha. Para a sua importância patrimonial contribui o facto de ter mudado muito pouco desde que foi construído. Dentro do castelo ergue-se a Igreja de São Pedro. Se a candidatura for aceite, será o primeiro castelo per si em Espanha classificado como Património Mundial. | Aragão 42° 19' 32" N 0° 36' 43" O                                                                                            | 5135; 2007; iv                    |
| Ferrol do Património Histórico do Iluminismo — O centro histórico da cidade de Ferrol, o seu porto e a sua indústria naval são um exemplo notável da cidade portuária ideal do Classicismo, constituída por um porto-arsenal, zona residencial e as suas defesas. O conjunto integra-se na geografia do estuário de Ferrol, e foi construído principalmente entre a segunda metade do século XVIII e o século XIX. Entre as mais de 50 construções portuárias com valor histórico, militares e civis, destacam-se os estaleiros navais civil e militar, este último o mais importante de Espanha. | Galiza 43° 28' N 8° 15' O | 5138; 2007; i, ii, iii, iv        |
| Património Histórico Mineiro — O sítio abrange as zonas mineiras de Tinto, Tharsis e Zarza, de cujas minas se extrai principalmente cobre desde a Pré-história, tendo tido especial importância durante o período romano, no século XIX e início do século XX, cuja atividade deixou grandes marcas na paisagem. Devido à intensa atividade mineira no século XIX, levada a cabo pela empresa britânica Rio Tinto (empresa), conservam-se inúmeras instalações industriais e maquinaria, tanto de mineração como de transporte, representativas da tecnologia mais avançada do século XIX (caminho de ferro, pontes, túneis, gruas, locomotivas, etc). Há também vestígios das explorações mais antigas, nomeadamente dos romanos, e diversos núcleos residenciais com interesse arquitetónico, como uma capela anglicana, as instalações administrativas da empresa mineira e as residências dos seus quadros superiores. | Andaluzia 37° 42' 12" N 6° 36' 10" O                                                                                         | 5139; 2007; i, ii, iv             |
| Plasencia – Monfragüe – Trujillo: Paisagem mediterrânica — Conjunto de duas cidades históricas (Plasencia e Trujillo) e de um parque nacional (Monfragüe), rico tanto pela sua história, património construído cultural e monumental, como pela sua biodiversidade, paisagem humanizada e natural. Os três locais encontram-se ligados pela chamada Via da Prata, uma das mais importantes rotas históricas da Península Ibérica, que liga as costas sul e norte desde a Antiguidade, à qual se encontra associada a Cañada Real de la Plata, um rota de transumância. | Estremadura 39° 50' N 6° 3' O                                                                                                | 5417; 2009; ii, iv, v, x          |
| Catedral de Jaén — A candidatura é uma extensão da classificação já existente do "Conjuntos monumentais da Renascença de Úbeda e Baeza". A igreja renascentista foi desenhada por Andrés de Vandelvira, o mesmo arquiteto que antes trabalhou em Úbeda e Baeza. | Andaluzia 37° 45' 54" N 3° 47' 24" O                                                                                         | 5667; 2012; i, ii, iv             |
| Sítios de Dólmens de Antequera — O conjunto megalítico de Antequera, na província de Málaga, é constituído pelos dólmens de Menga, Viera e pelo tolo (por vezes também designado como dólmen) de El Romeral, os quais são dos mais reconhecidos e citados no mundo. Além do interesse histórico e monumental, a zona destaca-se pela paisagem da Peñade los Enamorados ("Salto dos Namorados") e das montanhas de El Torcal e Antequera. | Andaluzia 37° 1' 29" N 4° 32' 47" O                                                                                          | 5668; 2012; i, ii, iii, iv        |
| Vale Salgado de Añana — A paisagem cultural do Vale Salgado situa-se no município de Añana, no sudoeste do País Basco, na província de Álava. A exploração das salinas que dão o nome ao local, feita ao longo de séculos desde a Pré-história, moldou a paisagem através dos terraços de secagem e cristalização, feitos em pedra, madeira e barro. A arquitetura de madeira é outra das características únicas e a área é também rica em monumentos, nomeadamente igrejas e conventos. O sítio é um exemplo notável de aproveitamento de recursos naturais e modificação da paisagem de forma sustentável e em harmonia com a natureza. | País Basco 42° 48' 5" N 2° 59' 12" O                                                                                         | 5693; 2012; iii, iv, v            |

## Lista por comunidade autónoma
- Andaluzia: "Caminhos Romanos. Itinerários do Império Romano"; "Património Histórico Mineiro"; "Catedral de Jaén"; "Sítios de Dólmens de Antequera"

- Aragão: "Fortificações Fronteiriças com Baluartes"; "Itinerário Cultural de Vinho e Vinha através de Cidades Mediterrânicas"; "Castelo de Loarre"

- Astúrias: "Ancares – Somiedo"; "Caminho do Norte ou Primitivo (extensão do Caminho de Santiago)"; "Sítios de Icnitas de Dinossauro da Península Ibérica"

- Baleares: "Itinerário Cultural de Vinho e Vinha através de Cidades Mediterrânicas"

- Canárias: "Cidade Histórica – Centro de Las Palmas da Grã Canária";

- Cantábria: "Enclave Românico no Norte de Castela-Leão e Sul da Cantábria"; "Sítios de Icnitas de Dinossauro da Península Ibérica"; "Caminho do Norte ou Primitivo (extensão do Caminho de Santiago)"

- Castela e Leão: "Enclave Românico no Norte de Castela-Leão e Sul da Cantábria"; "Fortificações Fronteiriças com Baluartes"; "Via da Prata"; "Itinerário Cultural de Vinho e Vinha através de Cidades Mediterrânicas"; "Caminhos de Transumância da Mesta"; "Ancares – Somiedo"

- Castela-Mancha: "Itinerário Cultural de Vinho e Vinha através de Cidades Mediterrânicas"; "Caminhos Romanos. Itinerários do Império Romano"

- Catalunha: "Fortificações Fronteiriças com Baluartes"; "Conjunto Arqueológico Grego em Ampúrias, L'Escala, Girona"; "Itinerário Cultural de Vinho e Vinha através de Cidades Mediterrânicas"; "A Faceta Mediterrânica dos Pirenéus (França-Espanha)"; "Caminhos Romanos. Itinerários do Império Romano"

- Estremadura: "Via da Prata"; "Itinerário Cultural de Vinho e Vinha através de Cidades Mediterrânicas"; "Plasencia – Monfragüe – Trujillo: Paisagem mediterrânica"

- Galiza: "Itinerário Cultural de Vinho e Vinha através de Cidades Mediterrânicas"; "Ribeira Sacra, Lugo e Ourense"; "Ancares – Somiedo"; "Caminho do Norte ou Primitivo (extensão do Caminho de Santiago)"; "Ferrol do Património Histórico do Iluminismo";

- Madrid: "O Mosteiro de São Lourenço do Escorial e Evolvente Natural"; "Itinerário Cultural de Vinho e Vinha através de Cidades Mediterrânicas"

- Múrcia: "Moinhos de vento mediterrânicos"; "Itinerário Cultural de Vinho e Vinha através de Cidades Mediterrânicas"

- Navarra: "Fortificações Fronteiriças com Baluartes"; "Itinerário Cultural de Vinho e Vinha através de Cidades Mediterrânicas"; "Itinerário Cultural de Francisco Xavier"

- País Basco: "Vale Salgado de Añana"

- Rioja: "Itinerário Cultural de Vinho e Vinha através de Cidades Mediterrânicas"

- Valência: "A Arquitetura de Pedra Seca"; "Itinerário Cultural de Vinho e Vinha através de Cidades Mediterrânicas"; "Caminhos Romanos. Itinerários do Império Romano"

## Lista por critérios
| Sítio                                                                  | ii | iii | iv | v | vi | vii | viii | ix | x |
| ---------------------------------------------------------------------- | -- | --- | -- | - | -- | --- | ---- | -- | - |
| Enclave Românico no Norte de Castela-Leão e Sul da Cantábria           | ×  | ×   | ×  |   |    |     |      |    |   |
| Fortificações Fronteiriças com Baluartes                               | ×  | ×   | ×  |   |    |     |      |    |   |
| Via da Prata                                                           | ×  | ×   | ×  | × |    |     |      |    |   |
| O Mosteiro de São Lourenço do Escorial e Evolvente Natural             |    | ×   | ×  |   |    |     |      |    |   |
| Moinhos de vento mediterrânicos                                        | ×  | ×   | ×  | × |    |     |      |    |   |
| A Arquitetura de Pedra Seca                                            |    | ×   | ×  | × |    |     |      |    |   |
| Conjunto Arqueológico Grego em Ampúrias, L'Escala, Girona              |    | ×   | ×  |   |    |     |      |    |   |
| Sítios de Icnitas de Dinossauro da Península Ibérica                   |    |     |    |   |    | ×   | ×    | ×  |   |
| Itinerário Cultural de Vinho e Vinha através de Cidades Mediterrânicas | ×  | ×   | ×  | × |    |     |      |    |   |
| Ribeira Sacra, Lugo e Ourense                                          | ×  | ×   | ×  | × |    |     |      |    |   |
| Itinerário Cultural de Francisco Xavier                                | ×  |     |    |   | ×  |     |      |    |   |
| A Faceta Mediterrânica dos Pirenéus (França-Espanha)                   | ×  |     | ×  | × |    | ×   |      | ×  | × |
| Caminhos de Transumância da Mesta                                      |    |     |    | × | ×  |     |      |    |   |
| Caminhos Romanos. Itinerários do Império Romano                        | ×  |     | ×  | × | ×  |     |      |    |   |
| Ancares – Somiedo                                                      |    |     |    | × |    | ×   |      | ×  | × |
| Caminho do Norte ou Primitivo (extensão do Caminho de Santiago)        | ×  |     | ×  |   | ×  |     |      |    |   |
| Cidade Histórica – Centro de Las Palmas da Grã Canária                 | ×  |     | ×  |   |    |     |      |    |   |
| Castelo de Loarre                                                      |    |     | ×  |   |    |     |      |    |   |
| Ferrol do Património Histórico do Iluminismo                           | ×  | ×   | ×  |   |    |     |      |    |   |
| Património Histórico Mineiro                                           | ×  |     | ×  |   |    |     |      |    |   |
| Plasencia – Monfragüe – Trujillo: Paisagem mediterrânica               | ×  |     | ×  | × |    |     |      |    | × |
| Catedral de Jaén                                                       | ×  |     | ×  |   |    |     |      |    |   |
| Sítios de Dólmens de Antequera                                         | ×  | ×   | ×  |   |    |     |      |    |   |
| Vale Salgado de Añana                                                  |    | ×   | ×  | × |    |     |      |    |   |

## Mapa
Nota: não são representados no mapa os sítios correspondentes a grandes áreas, onde é difícil esclher um local claramente representativo; o sítio "Cidade Histórica – Centro de Las Palmas da Grã Canárias" também não é representado devido a  estar fora da cobertura do mapa.